# Dicrania
Dicrania är ett släkte av skalbaggar. Dicrania ingår i familjen Melolonthidae.

## Dottertaxa tillDicrania, i alfabetisk ordning[1]
- Dicrania appendiculata
- Dicrania argentina
- Dicrania castaneipennis
- Dicrania cuibana
- Dicrania ebenina
- Dicrania fasciculata
- Dicrania femorata
- Dicrania flavipennis
- Dicrania flavoscutellata
- Dicrania fraudulenta
- Dicrania hirsuta
- Dicrania hirtipes
- Dicrania laevipennis
- Dicrania lasiopus
- Dicrania luridipennis
- Dicrania martinezi
- Dicrania metzi
- Dicrania morio
- Dicrania moseri
- Dicrania nigra
- Dicrania nigriceps
- Dicrania nitida
- Dicrania notaticollis
- Dicrania ohausi
- Dicrania ornaticollis
- Dicrania parvula
- Dicrania pellita
- Dicrania pentaphylla
- Dicrania peruana
- Dicrania piligera
- Dicrania pilosa
- Dicrania plaumanni
- Dicrania popei
- Dicrania rugosipennis
- Dicrania santarema
- Dicrania setosicollis
- Dicrania signaticollis
- Dicrania similis
- Dicrania subvestita
- Dicrania unicolor
- Dicrania varicolor
- Dicrania velutina